# Gabinet Santer-Poos II
El Gabinet Santer-Poos II va formar el govern de Luxemburg del 14 de juliol de 1989 al 13 de juliol de 1994. Va ser el segon gabinet dels tres dirigits pel primer ministre Jacques Santer. Al llarg del ministeri, el viceprimer ministre va ser Jacques Poos.
Es va formar després de les eleccions legislatives luxemburgueses de 1989. Representava una coalició entre Santer del Partit Popular Social Cristià (CSV) i Poos del Partit Socialista dels Treballadors (LSAP), que havien estat una vegada més elegits entre els partits més majoritaris de la legislatura.

## Antecedents
Les eleccions generals del 18 de juny 1989 van confirmar la coalició de govern existent al poder. El CSV va rebre 22 escons, i el LSAP van rebre 18. Això li va donar al gabinet CSV-LSAP una sòlida majoria en la legislatura, enmig d'una oposició dividida. A partir d'aleshores, van estar representats set partits a la Cambra de Diputats. A més a més dels partits tradicionals, el CSV, LSAP, el Partit Democràtic i el Partit Comunista, hi havia dos partits verds i un «comitè d'acció», l'Aktiounskomitee fir Demokratie a Rentegerechtegkeet. El govern nomenat es va reorganitzar el 9 de desembre de 1992, després de ser nomenat René Steichen per a la Comissió Europea. Marie-Josée Jacobs es va fer el càrrec de les carteres d'Assumptes Agropecuaris i Culturals.

## Política exterior
En el procés d'integració europea, Luxemburg es va veure a ell mateix com un mitjancer i un constructor a la vegada. Quan el mercat únic va entrar en vigor l'1 de gener de 1993, va obrir noves perspectives per a l'economia luxemburguesa, que depenien quasi a la seva totalitat dels mercats estrangers. Tanmateix, la integració econòmica també va presentar alguns perills. Durant les negociacions de la CE, el Govern luxemburguès es va oposar a una harmonització dels impostos indirectes, el que hauria estat perjudicial per al comerç transfronterer; i també es va oposar a una retenció en origen, el que hauria vist al capital fugir del centre financer de Luxemburg.
La qüestió de la seu de les institucions europees va tenir un paper important als interessos essencials del Gran Ducat. A la decisió d'Edimburg el 12 de desembre de 1992, el govern va aconseguir fer permanent l'establiment a Luxemburg d'aquests òrgans i serveis, que havien estat allà temporalment fins aleshores.

## Composició

### 14 de juliol de 1889 a 9 de desembre de 1992
| Nom   | Nom                  | Partit | Càrrec |
| ----- | -------------------- | ------ | --- |
|       | Jacques Santer       | CSV    | Primer Ministre Ministre del Tresor Ministre de Cultura                                                                 |
|       | Jacques Poos         | LSAP   | Viceprimer Ministre Ministre d'Afers Exteriors Ministre de la Força Pública                                             |
|       | Fernand Boden        | CSV    | Ministrede Família i Solidaritat Ministre de Turisme                                                                    |
|       | Jean Spautz          | CSV    | Ministre de l'Interior Ministre de Habitatge Social i Urbanisme                                                         |
|       | Jean-Claude Juncker  | CSV    | Ministre de Finances Ministre de Treball                                                                                |
|       | Marc Fischbach       | CSV    | Ministre d'Educació Nacional Ministre de Justícia Ministre de Funció Pública                                            |
|       | Johny Lahure         | LSAP   | Ministre de Salut Ministre de Seguretat Social Ministre d'Educació Física i Esports Ministre per a la Joventut          |
|       | René Steichen        | CSV    | Ministre d'Agricultura i Viticultura Ministre-delegat d'Afers Culturals i de Recerca Científica                         |
|       | Robert Goebbels      | LSAP   | Ministre d'Economia Ministre d'Obres Públiques Ministre de Transports                                                   |
|       | Alex Bodry           | LSAP   | Ministre de Medi Ambient Ministre d'Energia                                                                             |
|       | Georges Wohlfart     | LSAP   | Secretari d'Estat d'Afers Exteriors Secretari d'Estat de la Força Pública                                               |
|       | Mady Delvaux-Stehres | LSAP   | Secretari d'Estat de Seguretat Social Secretari d'Estat d'Educació Física i Esports Secretari d'Estat per a la Joventut |
| Font: |                      |        | |

### 9 de desembre de 1992 a 13 de juliol de 1994
| Nom   | Nom                  | Partit | Càrrec |
| ----- | -------------------- | ------ | --- |
|       | Jacques Santer       | CSV    | Primer Ministre ministre d'Hisenda Ministre de Cultura                                                                                                |
|       | Jacques Poos         | LSAP   | Viceprimer Ministre Ministre d'Afers Exteriors Ministre de la Força Pública                                                                           |
|       | Fernand Boden        | CSV    | Ministrede Família i Solidaritat Ministre de Turisme                                                                                                  |
|       | Jean Spautz          | CSV    | Ministre de l'Interior Ministre de Habitatge Social i Urbanisme                                                                                       |
|       | Jean-Claude Juncker  | CSV    | Ministre de Finances Ministre de Treball |
|       | Marc Fischbach       | CSV    | Ministre d'Educació Nacional i Recerca Ministre de Justícia Ministre de Funció Pública                                                                |
|       | Johny Lahure         | LSAP   | Ministre de Salut Ministre de Seguretat Social Ministre d'Educació Física i Esports Ministre per a la Joventut                                        |
|       | Robert Goebbels      | LSAP   | Ministre d'Economia Ministre d'Obres Públiques Ministre de Transports                                                                                 |
|       | Alex Bodry           | LSAP   | Ministre de Medi Ambient Ministre d'Energia Ministre de Mitjans de Comunicació                                                                        |
|       | Marie-Josée Jacobs   | CSV    | Ministre d'Agricultura i Viticultura Ministre-delegat de Cultura                                                                                      |
|       | Georges Wohlfart     | LSAP   | Secretari d'Estat d'Afers Exteriors Secretari d'Estat de la Força Pública                                                                             |
|       | Mady Delvaux-Stehres | LSAP   | Secretari d'Estat de la Salut Secretari d'Estat de Seguretat Social Secretari d'Estat d'Educació Física i Esports Secretari d'Estat per a la Joventut |
| Font: |                      |        | |